# 山本廣基
山本 廣基（やまもと ひろき、1947年 - ）は、日本の農学者。専門は農薬環境科学。国立大学法人島根大学学長を経て、独立行政法人大学入試センター理事長。

## 人物・経歴
大阪府出身。1972年島根大学農学部卒業。1974年島根大学大学院農学研究科修士課程修了、佐藤造機入社。1977年島根大学助手。1985年島根大学助教授、名古屋大学農学博士。1995年島根大学教授。2004年国立大学法人島根大学理事・副学長。2009年国立大学法人島根大学学長。2012年国立大学法人熊本大学監事。2013年独立行政法人大学入試センター理事長。専門は農薬環境科学。

## 受賞
- 2003年 - 日本農薬学会業績賞（研究）、日本毒性学会望月喜多司記念業績賞
- 2019年 - 環境大臣環境保全功労者表彰